# Horia Tecău
Horia Tecău, född den 19 januari 1985 i Brașov, är en rumänsk tennisspelare.
Han tog OS-silver i herrdubbel i samband med de olympiska tennisturneringarna 2016 i Rio de Janeiro..